# Cantó de Gavarret
El cantó de Gavarret és un cantó francès del departament de les Landes, a la regió de la Nova Aquitània. Està inclòs en el districte de Mont de Marsan, té 15 municipis i el cap cantonal és Gavarret.

## Municipis
- Arcs
- Baudinhan
- Bèthvéser d'Armanhac
- Creon d'Armanhac
- Escalans
- Estiguarda
- Gavarret
- Herrèr
- La Granja
- Lòssa
- Luc Bon
- Mauvesin d'Armanhac
- Parlebòsc
- Rimbés e Baudiet
- Sent Julian d'Armanhac

## Història
| Data d'elecció                           | Identitat      | Partit                     | Qualitat |
| ---------------------------------------- | -------------- | -------------------------- | -------- |
| 1973-1998                                | André Poras    | PS                         |          |
| 1998-                                    | Michel Herrero | Divers droite, després UMP |          |
| les dades anteriors no són pas conegudes |                |                            |          |
|                                          |                |                            |          |

## Demografia
| 1962  | 1968  | 1975  | 1982  | 1990  | 1999  | 2006  |
| ----- | ----- | ----- | ----- | ----- | ----- | ----- |
| 3.982 | 4.531 | 4.164 | 3.869 | 3.808 | 3.583 | 3.597 |